# Tungurahua
Tungurahua (quechua: eldstrupen) är en aktiv stratovulkan i Ecuador.
Ett av dess större utbrott inträffade 1944. 1999 började det utbrott som har fortsatt fram till idag. I augusti 2003 sköt den upp en ask- och rökpelare 3 km upp i luften.
14 juli 2006 inträffade Tungurahuas mest våldsamma utbrott sedan 1999. Omkring klockan 18.00 sprutade vulkanen ut en sju kilometers pelare av aska, giftig gas och stenar. Under natten och morgonen till den 15 juli pågick ständiga skalv och explosioner, samt sten och aska som föll ned. Folk evakuerades Lavaflöden har rapporterats ha skadat vägen mellan Baños och Penipe.
Ytterligare ett explosionsartat utbrott rapporterades 6 februari 2008.
Tungurahua är även känd som "Den svarte jätten", då den skapar skalv i den näraliggande staden Baños.